# Расмуссен, Расмус
Расмус Расмуссен (псевдоним — Рейина уй Луй) (фар. Rasmus Rasmussen; 13 августа 1871, о. Воар, Фарерские острова — 5 октября 1962, Торсхавн) — фарерский писатель
, педагог, пионер создания «Народной школы» на Фарерских островах, ботаник, политик, общественный деятель, борец за независимость Фарерских островов.

## Биография
В 1896—1898 годах обучался в Копенгагенской педагогической школе (Statens Lærerhøjskole), где специализировался на естественных науках и математике. Там познакомился с Симуном ав Скарди. Вернувшись на родину Р. Расмуссен вместе с поэтом Симуном ав Скарди был основателем народной средней школы Фарерских островов.
Активист Движения за независимость Фарерских островов. Член партии Новое самоуправление.
В 1914—1928 годах избирался депутатом Лёгтинга, парламента Фарерских островов.
В 1911 году был в числе создателей Фарерского рыболовного союза (Føroya Fiskimannafelag), первым секретарём профсоюза и его руководителем до 1947 года. 
В 1912—1915 годах был первым театральным режиссёром в Норвежском театре.

## Творчество
Под псевдонимом Рейина уй Луй (Regin í Líð) в 1909 году написал первый фарерский роман «Вавилонская башня» (Babelstornið). В 1910 году опубликовал первый фарерский учебник по ботанике. В 1936 году издал труд в области ботаники «Флора Фарерских островов» (Føroya Flora).

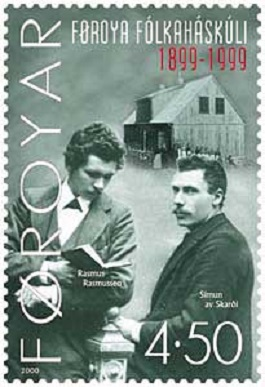
Поэт Симун ав Скарди (справа) и писатель Расмус Расмуссен на марке Фарерских островов

## Избранные произведения
- 1909: Bábelstornið
- 1910: Plantulæra (ботаника)
- 1912: Glámlýsi
- 1922—1923: Voluspá
- 1928: Høvdingar hittast (пьеса)
- 1936: Føroya Flora
- 1942: Tvær fornsøgur
- 1943: Tvær skaldsøgur
- 1945: Fornmálasagnir og fornmálaljóð
- 1945: Hávamál
- 1946: Gróðrarnýtsla fyrr í tíðini
- 1949: Sær er siður á landi
- 1950: Føroysk Plantunøvn
- 1951: Yvirlit yvir Føroya søgu
- 1952: Gróður og gróðrarvánir
- 2001: Rakul — og aðrar søgur